# Dirty Pig
Dirty Pig es un personaje creado por Juan Carlos Ramis en los años 80 para la revista Humor a Tope, de Norma Editorial.

## Características y argumento
Dirty Pig es un cerdo de aspecto humano que viste unas bambas, mono azul (algunas historias son en color) y un embudo en la cabeza. De hecho, su vestimenta es idéntica a la de otro personaje de Ramis, Samuel, el chino malayo amigo de Alfalfo Romeo. En cuanto a su carácter podemos decir que es la versión adulta de otro personaje de Ramis, Sporty. O ya que Dirty Pig fue un personaje anterior, Sporty sería la versión para niños de Dirty Pig.
Como suele suceder con muchos personajes de Ramis, Dirty Pig no tiene una personalidad muy definida. De esta forma, en algunas historias trabaja como guía turístico, mientras que en otra está de vacaciones o es un náufrago. De esta manera, el autor puede desarrollar sus historias ubicándolas donde desee y adaptando la acción según la temática del número de la revista.
Sin embargo, Dirty Pig tiene por lo general ganas de mantener relaciones sexuales constantemente. Mientras que en algunas historias busca una chica con quien mantenerlas, en otras deberá sortear problemas para poder encontrarse. También tiene gran importancia la violencia, por lo que son comunes los asesinatos en muchas historias.
Entre los detalles visuales de Dirty Pig, destaca el número de preservativos usados, tampones o dientes que se ven en muchas viñetas. En estas historias también aparece un secundario muy usado por Ramis y su amigo y dibujante Joaquín Cera, Mafrune.
- Datos: Q5808171